# Psychotria submontana
Psychotria submontana är en måreväxtart som beskrevs av Karel Domin. Psychotria submontana ingår i släktet Psychotria och familjen måreväxter. Inga underarter finns listade i Catalogue of Life.